# Cratere Fourier

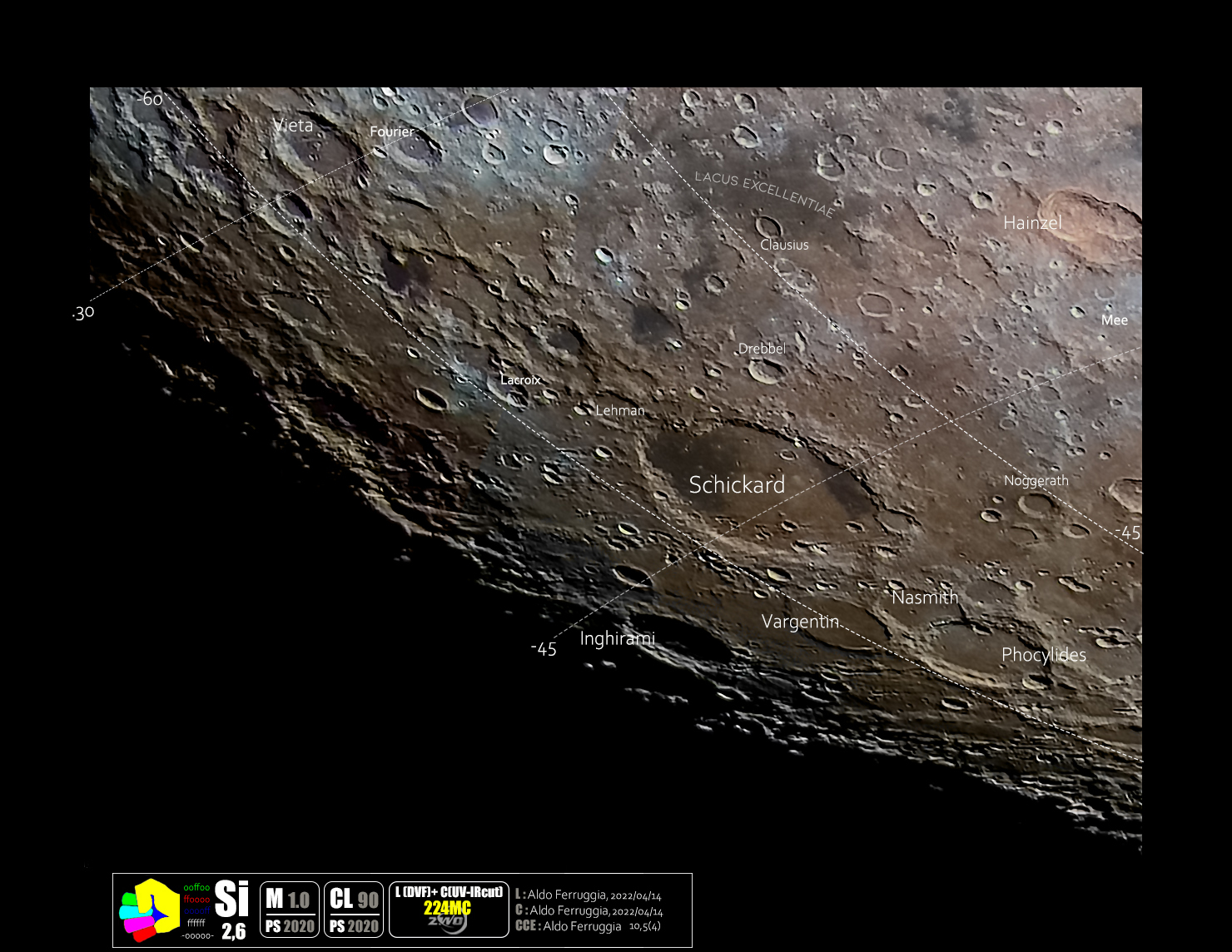
Immagine Selenocromatica(Si) del cratere(in alto a sinistra)

Fourier è un cratere lunare di 51,57 km situato nella parte sud-occidentale della faccia visibile della Luna, poco a sudest del cratere Vieta. A nordest si trova il Mare Humorum. Il bordo del cratere è grossomodo circolare, ma appare ovale se osservato dalla Terra, perché visto di scorcio.
Tranne che a nord-nordovest, la parte esterna del bordo non è molto erosa. Il cratere correlato 'Fourier B' si trova lungo l'orlo orientale interno. Le pareti interne sono relativamente estese, e sono franate per oltre metà del diametro del cratere, formando una sorta di altopiano. Il fondo interno è molto piccolo a causa delle ampie pareti, ed è ben livellato con due piccole formazione da impatto, una a ovest del punto centrale e l'altra vicino al bordo nordest.
Il cratere è dedicato al matematico francese Jean Baptiste Joseph Fourier.

## Crateri correlati
Alcuni crateri minori situati in prossimità di Fourier sono convenzionalmente identificati, sulle mappe lunari, attraverso una lettera associata al nome.
| Fourier | Coordinate            | Diametro (in km) |
| ------- | --------------------- | ---------------- |
| A       | 30°12′00″S 49°40′12″W | 32,47            |
| B       | 30°32′24″S 52°12′36″W | 10,96            |
| C       | 28°33′36″S 52°02′24″W | 13,81            |
| D       | 31°31′48″S 50°33′36″W | 20,18            |
| E       | 28°42′00″S 50°13′48″W | 14,13            |
| F       | 28°49′12″S 52°47′24″W | 14,43            |
| G       | 29°24′00″S 51°50′24″W | 10,49            |
| K       | 30°02′24″S 54°21′00″W | 13,14            |
| L       | 30°12′00″S 52°44′24″W | 4,52             |
| M       | 30°22′12″S 53°12′00″W | 3,62             |
| N       | 33°28′12″S 56°34′48″W | 9,74             |
| P       | 31°07′12″S 55°04′12″W | 9,62             |
| R       | 34°15′00″S 51°22′48″W | 7,81             |